# Platýkampos
Platýkampos är en ort i Grekland.   Den ligger i prefekturen Nomós Larísis och regionen Thessalien, i den centrala delen av landet, 210 km nordväst om huvudstaden Aten. Platýkampos ligger 66 meter över havet och antalet invånare är 1 889.
Terrängen runt Platýkampos är huvudsakligen platt, men norrut är den kuperad. Runt Platýkampos är det ganska glesbefolkat, med 30 invånare per kvadratkilometer. Närmaste större samhälle är Lárisa, 10,1 km väster om Platýkampos. Trakten runt Platýkampos består till största delen av jordbruksmark.